# Oxanthera
Oxanthera es un género con cinco especies de plantas fanerógamas perteneciente a la familia Rutaceae. 
Análisis filogenéticos sugieren que estas especies podrían ser transferidas al género  Citrus.

## Especies
- Oxanthera brevipes
- Oxanthera fragrans
- Oxanthera neocaledonica
- Oxanthera undulata